# Chémora
Aïn Choucha (também escrito Chemoura) é uma vila situada na comuna de Sidi Amrane, no distrito de Djamaa, província de El Oued, Argélia. A vila está localizada no lado ocidental da rodovia N3, a 8 quilômetros (5 milhas) ao sul de Djamaa.